# Tier 2
Een Tier 2-netwerk is een Internet Service Provider die niet alleen peert met andere providers, maar ook genoodzaakt is om IP-transit in te kopen, meestal bij een Tier 1 of bij een zeer grote Tier 2 die de Tier 1-status dicht benadert.
Bijna alle providers zijn van het type Tier 2; er bestaan wereldwijd slechts ongeveer tien Tier 1-providers. Dit zijn internationaal opererende telecombedrijven die eigen netwerken in Europa en Noord-Amerika beheren en exploiteren. Tier 1-providers stellen dermate hoge eisen aan potentiële peers, dat het voor vrijwel alle Tier 2-providers onmogelijk is om ooit de Tier 1-status te bereiken.
Het onderscheid tussen Tier 1 en Tier 2 is primair bedoeld om aan te geven of een provider wel of niet moet betalen om de rest van het Internet te bereiken. Een Tier 2-netwerk hoeft niet per se slechter te zijn dan een Tier 1-netwerk, alhoewel marketeers van Tier 1-providers dit vanuit welbegrepen eigenbelang wel graag suggereren.
De term Tier 3 wordt slechts zelden gebruikt; men duidt hiermee kleine netwerken aan die helemaal niet peeren, maar uitsluitend aan andere netwerken gekoppeld zijn via IP-transit.